# Tatyana Ananko
Tatyana Vasilyevna Ananko (in bielorusso Тацяна Васільеўна Ананька?; Minsk, 26 giugno 1984) è un'ex ginnasta bielorussa, specializzata nella ginnastica ritmica e vincitrice della medaglia d'argento a squadre a Sydney 2000 insieme a Tatyana Belan, Anna Glazkova, Irina Ilyenkova, Maria Lazuk e Olga Puževič.

## Palmarès
- Giochi olimpici

Sydney 2000: argento a squadre.